# Ro Coronae Borealis
Ro Coronae Borealis – gwiazda położona w gwiazdozbiorze Korony Północnej, w odległości 57 lat świetlnych. Ma układ planetarny.

## Charakterystyka
Jest sklasyfikowana jako żółty karzeł, gwiazda typu widmowego G0 V, aczkolwiek jest na dalszym etapie ewolucji niż Słońce i niektórzy autorzy uznają ją za podolbrzyma. Promień tej gwiazdy jest o ok. 34% większy od promienia Słońca, a temperatura jej powierzchni wynosi ok. 5800 K. Jest także o 82% jaśniejsza od Słońca, mimo nieznacznie mniejszej masy. Wiek gwiazdy jest oceniany na ponad 10 miliardów lat, z czym wiąże się też jej dosyć niska metaliczność.
Optyczny towarzysz Ro Coronae Borealis, gwiazda typu K0 o jasności 10,40m, charakteryzuje się innym ruchem własnym i nie jest z nią fizycznie związana.

## Układ planetarny
W 1997 roku odkryto planetę okrążającą tę gwiazdę, oznaczoną Ro Coronae Borealis b, o masie podobnej do masy Jowisza. W 2011 roku inni autorzy zasugerowali, że sygnał zmian prędkości radialnej przypisany planecie jest widoczny w danych zebranych przez satelitę Hipparcos i że w rzeczywistości jest to gwiazda o małej masie, na orbicie ustawionej niemal prostopadle do kierunku obserwacji. W 2016 roku odkryto drugą planetę, Ro Coronae Borealis c o masie około 25 M🜨. Analizy stabilności układu wskazują, że orbity tych ciał nie są ustawione prostopadle do osi obserwacji i oba ciała mają planetarną naturę.
W 2023 roku odkryte zostały dwie kolejne planety tego układu, ujawniając jego nietypową strukturę. Najbliżej gwiazdy krąży gorąca superziemia Ro Coronae Borealis e, około czterokrotnie masywniejsza od Ziemi, dalej gorący jowisz ρ CrB b, a na dalszych orbitach dwa globy o masach podobnych do masy Neptuna: znany wcześniej ρ CrB c i odleglejszy ρ CrB d. W tym samym roku opublikowano prognozę dalszej ewolucji gwiazdy centralnej, która w fazie czerwonego olbrzyma i olbrzyma z gałęzi asymptotycznej pochłonie trzy bliższe planety
| Towarzysz | Masa               | Okres orbitalny [d] | Półoś wielka [au]     | Ekscentryczność    |
| e         | 3,79 +0,53−0,54 M🜨 | 12,949 ± 0,014      | 0,1061 ± 0,0011       | 0,126 +0,054−0,078 |
| b         | 1,093 ± 0,023 MJ   | 39,8438 ± 0,0027    | 0,2245 +0,0023−0,0024 | 0,038 ± 0,0025     |
| c         | 28,2 ± 1,5 M🜨      | 102,19 +0,27−0,22   | 0,4206 +0,0044−0,0045 | 0,096 +0,053−0,054 |
| d         | 21,6 ± 2,5 M🜨      | 282,2 +2,2−3,7      | 0,827 ± 0,011         | 0,0                |